# Mount Gilead (Karolina Północna)
Mount Gilead – miasto w Stanach Zjednoczonych, w stanie Karolina Północna, w hrabstwie Montgomery.